# Dead 7 – Sie sind schneller als der Tod
Dead 7 – Sie sind schneller als der Tod (Originaltitel Dead 7) ist ein US-amerikanischer Horror-Western aus dem Jahr 2016 von Danny Roew.

## Handlung
Die Welt wurde von einer Zombie-Apokalypse heimgesucht. Dadurch wurde die Menschheit auf den Stand zu Zeiten des Wilden Westen zurückgeworfen. Eine Frau, die sich selbst Apocolypta nennt, hat sich dazu entschieden, Zombies auszubilden und dadurch eine Armee ins Leben zu rufen. Tatsächlich schafft sie es und lässt ihre Armee unter dem Namen Copperheads auf die Stadt Harper's Junction los, um darüber die Kontrolle zu gewinnen. Die Bewohner flüchten vor der Gefahr, doch Billy und seine Freundin Daisy stellen sich den Zombies entgegen. Ihnen gelingt es, Johnny Vermillion, einen der menschlichen Handlanger Apocolyptas gefangen zu nehmen. Da der Sheriff bereits tot ist, nehmen sie ihn in die nächste Stadt Desert Springs mit. Dort befragen sie Bürgermeister Shelby und Sheriff Cooper Johnny, warum Apocolypta ihre Heimatstadt angegriffen haben. Als Johnny die Anwesenden verspottet, fordert Shelby Cooper auf, diesen bei Sonnenaufgang aufzuhängen. Johnny kann allerdings in der folgenden Nacht flüchten.
Als Bürgermeister Shelby von der Flucht hört, befiehlt er Sheriff Cooper eine Gruppe zusammenzustellen, die diesen, Apocolypta und alle Copperheads tötet. Im nahe gelegenen Saloon wird der Falschspieler Whiskey Joe das erste Mitglied der Gruppe. Dieser stimmt unter der Bedingung zu, dass auch sein Freund The Vaquero Teil des Teams wird. Dieser wiederum empfiehlt den Ninja Komodo, der das Team verstärkt. Komodo sagt, dass sich die geheimnisvolle Sirene der Gruppe anschließen wird, wenn die Zeit reif dafür ist. Jack soll als Anführer und Scout der Gruppe fungieren. Währenddessen wird Cooper in einen Zombie verwandelt und steigt schnell zu einem Anführer der Zombies auf. Daher sind sie gezwungen, die Ortschaft zu verlassen.
Sie erreichen schließlich eine Mine am Fuß des Berges. Billy will diese umgehen, doch Jack besteht darauf, den Ort zu untersuchen, da er weiß, dass ein Freund von ihm dort einst Munition versteckte. Die Gruppe teilt sich und durchforstet die Mine, wird aber bald von einer Horde Copperheads angegriffen, die in den Minen lebten. Jack, der bei dem Angriff beinahe getötet wird, wird von Sirene gerettet, die nun ein Teil der Gruppe wird. Handlanger von Apocolypta haben sie auf den Weg durch die Minen beobachtet und dadurch wird ein Angriff auf Desert Springs durch die Minen geplant.
Komodo, Joe und Vaquero erreichen ein Bordell, in diesem Trixie, eine Frau die Komodo nahesteht, arbeitet. Dort können sie ausruhen. Jack und die anderen erreichen ein Gehege, in dem Apocolypta ihre Armee von Copperheads stationiert hat. Billy und Daisy streiten sich darüber, dass Billy Sirene nicht vertraut. Sie werden dabei von Johnny beobachtet und er schafft es schließlich, Billy gefangen zu nehmen. Joe gelingt es, die Besitzerin des Bordells Madame Jezebel davon zu überzeugen, sie hereinzulassen und während Joe sich mit einer der Frauen trifft, findet Komodo Trixie. Madame Jezebel führt Vaquero in den Keller, um vermeintliche Vorräte zu holen. Allerdings sperrt sie ihn zu einem Copperhead, der dort haust. Vaquero wird gebissen, schafft es aber zu entkommen und die anderen zu warnen, dass Madame Jezebel böse Absichten hat. Da sich Vaquero verwandelt, ist Joe gezwungen, ihn zu erschießen.
Zurück auf dem Berg oberhalb der Mine bemerken die anderen, dass Billy fehlt, entscheiden sich aber dafür, den Weg ohne ihn zu gehen. Sie finden schließlich den Ort scheinbar verlassen vor und teilen sich auf, um einen Weg hineinzufinden. Daisy findet Billy in einem Käfig gefangen. Bevor sie ihn befreien kann, taucht Johnny auf und ersticht sie, um sie anschließend zu einigen Copperheads zu schleifen. Billy muss alles hilflos mitansehen. Johnny sagt Apocolypta, dass er die Helden gefangen hat und sie entfesselt ihre Armee, um Desert Springs anzugreifen. Jack und Sirene tauchen auf und befreien Billy. Jack ist gezwungen, die Zombie-Daisy zu töten. Nun jagen sie Johnny durch die Minen hinterher. Allerdings begegnen sie erneut einer riesigen Horde Copperheads, die sie zum Umkehren zwingt. Sie schaffen es, die Zombies in der Mine einzufangen.
Jack, Billy, Sirene, Komodo, Trixie und Joe erreichen nun Desert Springs und versuchen, die Copperheads aus der Stadt zu führen. Als Johnny Sirene töten will, wirft sich Billy in die Schussbahn und stirbt in Jacks Armen. In der folgenden Schlacht gelingt es Komodo Johnny zu enthaupten. Das provoziert Apocolypta, die daraufhin Jack angreift. Joe, Trixie und Komodo werden nach und nach gebissen. Als Jack es schafft, Apocolypta zu töten, wird er selbst von einem Zombie-Kind gebissen. Sirene erlöst ihn daraufhin.

## Hintergrund
Es handelt sich um einen Mockbuster zu Die glorreichen Sieben aus demselben Jahr. Gedreht wurde der Film ab dem 20. August 2015 in den Städten Anaconda und Butte in Montana. Er erschien am 1. April 2016 in den USA. In Deutschland startete der Film am 16. September 2016 in den Videoverleih. Die Story, aufgrund derer das Drehbuch verfasst wurde, stammt von Hauptdarsteller Nick Carter.

## Rezeption
Das Lexikon des internationalen Films zog das Fazit: „Low-Budget-Genre-Mixtur, die durch die fragwürdigen Schauspielkünste diverser Ex-Boygroup-Stars von *NSYNC, den Backstreet Boys und Co. nicht besser wird“.
Cinema nennt den Film ein „Absurdes Gemetzel ohne eine Spur Witz.“ und schreibt außerdem, dass der Slogan „Boygroup-Veteranen metzeln sich nieder“ tatsächlich lustiger klinge, als es final im Film umgesetzt wurde.
Im Audience Score, der Zuschauerwertung auf Rotten Tomatoes konnte der Film bei mehr als 50 Stimmen eine Wertung von 16 % erreichen. In der Internet Movie Database hat der Film bei über 700 Stimmenabgaben eine Wertung von 2,6 von 10,0 möglichen Sternen.